# Fiumi della Terra di Mezzo
La Terra di Mezzo, un luogo di Arda, l'universo immaginario fantasy creato dallo scrittore inglese J.R.R. Tolkien, contiene molti fiumi. I più importanti di questi sono elencati qui sotto.

## A

Vista dell'Anduin, il "Grande Fiume"

- L'Acqua è un fiume della Contea. È un tributario del Brandivino, e nasce nel Decumano Ovest. Scorre in direzione est, ad incontrare in Brandivino appena più a nord del Ponte sul Brandivino. Sia Hobbiville che Lungacque si sviluppano lungo tale fiume. Lo attraversa Frodo nei primi capitoli de La Compagnia dell'Anello.
- L'Acquaneve è un fiume di Rohan. Sgorga dagli Ered Nimrais, sotto lo Starkhorn, scorrendo attraverso Clivovalle, dove si erge Edoras, e dirigendosi poi ad est, fino a sfociare nel fiume Entalluvio. È il confine tra l'Estfalda dall'Ovestfalda e dall'Ovestemnet.
- L'Adorn è un fiume di Rohan. Nasce sui Monti Bianchi, e assieme al fiume Isen forma il confine ovest del Regno di Rohan. L'Adorn confluisce nel fiume Isen circa 150 miglia númenóreane ad ovest della Breccia di Rohan. Il triangolo di terra tra l'Isen, l'Adorn e i Monti Bianchi fu sempre, almeno nominalmente, parte del Regno di Rohan, ma nella tarda Terza Era fu rivendicato dai Dunlandiani.
- L'Adurant è uno dei sette fiumi che definiscono l'Ossiriand nella Prima Era. È un affluente del Gelion. Il nome significa "fiume doppio" in sindarin, riferito al fatto che ad un certo punto il fiume si biforca, riunendosi poco più avanti, formando l'isola di Tol Galen.
- Aelin-uial è una confluenza paludosa tra il fiume Aros ed il Sirion nel Beleriand. Il nome sindarin significa "stagni del crepuscolo". È qui che Ulmo invia a Finrod e Turgon una visione in sogno, indicando loro il luogo dove poteva essere fondata una roccaforte nascosta agli occhi di Morgoth.
- L'Agilcigno (Campo Cigneo[1] nella nuova traduzione italiana de Il Signore degli Anelli, Nîn-in-Eilph in sindarin) è un acquitrino dell'Eriador formato dalla congiunzione del fiume Glanduin con il Mitheithel. Non è chiaro se si tratti di un fiume o di un tratto dello stesso Glanduin[2].
- Anduin, il "Grande Fiume", attraversa gran parte della Terra di Mezzo da nord a sud. Scorre formando, a est dei Monti Brumosi, la cosiddetta Valle dell'Anduin, abitata in gran parte da uomini, nani e beorniani.
- L'Aros è un affluente settentrionale del Sirion. Nasce nelle terre del Nord, attorno all'Himring, e incontra il Sirion negli Aelin-uial. Nella Prima Era forma il confine sud del reame del Doriath.
- L'Ascar è un fiume dell'Ossiriand. È il primo e più importante affluente settentrionale del Gelion, e il secondo fiume per grandezza dell'Ossiriand. Dopo il sacco del Doriath da parte dei nani, Beren combatte e uccide in questo fiume i saccheggiatori, ma il tesoro del Doriath va perso tra i flutti, e il fiume viene rinominato Rathlóriel ("letto dorato").

## B
- Il Brandivino (Baranduin in sindarin, Brandywine nell'originale inglese) è il fiume più grande della Contea. Scorre nella zona orientale, seguendo un percorso approssimativamente da nord a sud, e forma il confine tra il Decumano Est e la Terra di Buck, regione più orientale della Contea. Nasce dal Lago Vesproscuro, nel nord dell'Eriador, e scorre per circa 60 miglia ad est, prima di curvare il suo corso verso sud. Dopo circa altre 120 miglia scorre nelle vicinanze della Contea formandone quasi interamente il confine orientale eccetto per la Terra di Buck, il territorio che si estende tra questo e la Vecchia Foresta, per poi dirigersi verso il mare a sud di Ered Luin e venendo a separare le regioni di Minhiriath e Harlindon. Nel suo corso riceve le acque da numerosi altri fiumi, come il Tornesaule, l'Acqua di Lungacque e i suoi affluenti minori ed infine lo Shire. I soli punti in cui è possibile attraversarlo, nella Contea, sono: il Ponte sul Brandivino, sulla Grande Via Est, il Traghetto di Buckburgo e il Sarnoguado, nel Decumano Sud[3]. Il nome Baranduin è una parola sindarin che significa "fiume marrone dorato". Gli Hobbit della Contea gli diedero originariamente il nome di Branda-nîn, "acqua di confine" nell'originale linguaggio hobbit. Questi cambiò più avanti ancora una volta il suo nome, diventando Bralda-hîm, "birra inebriante" (nome, anche questo come quello sindarin, riferito al colore spesso marrone delle sue acque), che Tolkien rese in inglese con Brandywine.
- Il Brilthor è un affluente del Gelion nel Beleriand. Partendo dal nord, è il quarto dei sette.
- Il Brithon è un fiume della regione delle Falas.
- Il Bruinen (Rombirivo o Riorombante[1] nella nuova traduzione italiana de Il Signore degli Anelli) è un fiume dell'Eriador. Nasce nelle Montagne Nebbiose, percorre da est a ovest la stretta valle di Gran Burrone, attraversa in maniera tortuosa il Rhudaur, nell'Eriador Orientale e si congiunge al Fiume Bianco o Mitheithel. Il corso d'acqua dopo la confluenza è chiamato Inondagrigio. Presso un guado nel fiume Bruinen nel Signore degli Anelli i Nazgûl tendono un agguato alla Compagnia dell'Anello ma i loro cavalli vengono travolti da un'inondazione causata dai poteri congiunti di Elrond e Gandalf.

## C
- Il Carnen o Rossacque è un fiume del Rhovanion. Nasce sui Colli Ferrosi, e scorre ad est della Montagna Solitaria, incontrando poi il Celduin, a circa 250 miglia númenóreane a sud. Da qui i due fiumi si uniscono, raggiungendo il Mare di Rhûn, sfociandovi, dopo essere passati per la regione di Dorwinion. Il regno di Dale, dopo la sua rifondazione, si estendeva nelle terre comprese tra il Celduin e il Carnen.
- Il Celduin o Flutti è un fiume del Rhovanion. È lungo circa 600 miglia númenóreane, e corre a sud dalla Montagna Solitaria, dove sorge, fino a Lago Lungo, all'altezza del quale si unisce al Fiume della Foresta. Poi lambendo i confini orientali del Bosco Atro, si dirige a sud-est, attraverso le selvagge pianure del Rhovanion fino alla sua confluenza con il Carnen.
- Il Celebrant o Argentaroggia (Roggiargento[1] nella nuova traduzione italiana de Il Signore degli Anelli) è un fiume di Lórien. Nasce sulla falda orientale delle Montagne Nebbiose, vicino ai Cancelli Orientali di Moria e al Kheled-zâram, da un profondo pozzo, con acqua limpidissima e fredda come il ghiaccio, e persino Haldir afferma che raramente la sua gente vi mette piede. Sceso dalle montagne, il Celebrant scorre attraverso Lórien, dove incontra il fiume Nimrodel, per sfociare poi nell'Anduin. I personaggi della Compagnia dell'Anello seguono questo fiume per raggiungere Lórien da Moria. Il suo nome sindarin è Celebrant, mentre quello ovestron è Argentaroggia; i Nani di Moria lo chiamano Kibil-nâla, in khuzdul.
- Il Celebros è un affluente del Teiglin che scorre attraverso la foresta di Brethil nella Prima Era. Glaurung è ucciso da Túrin vicino alla confluenza di tale fiume col Teiglin, e Nienor si suicida gettandosi nelle sue acque.
- Il Celon scorre nel Nan Elmoth, nel Beleriand Orientale. Durante il suo corso si unisce all'Aros, sfociando infine nelle acque del Sirion.
- Il Celos è un fiume di Gondor. Nasce sui Monti Bianchi e confluisce nel Sirith.
- Il Ciril è un fiume di Gondor. Sorge su un picco isolato nel Lamedon, e scorre oltre il Calmbel, diventando un affluente del Ringló.
- Il Fiume della Contea è un fiume della Contea. La sua sorgente si trova nella Terra delle Verdi Colline del Decumano Est, da dove scorre a sud e poi a sud-est. In corrispondenza del Salicinfondo, incontra il Torrente Cardo, e quindi scorre in direzione est fino ad incontrare il Brandivino. Dove incontra il Brandivino forma la paludosa regione conosciuta come Paludi di Surruscello, opposta alla parte meridionale della Frattalta.

## D
- Il Duilwen è un affluente del Gelion nel Beleriand. È il quinto fiume, partendo da Nord, che attraversa l'Ossiriand

## E
- L'Entalluvio (Entorrente[1] nella nuova traduzione italiana de Il Signore degli Anelli, Onodló in sindarin) è un fiume di Rohan. Ha le sue sorgenti sul monte Methedras, il picco più meridionale delle Montagne Nebbiose. Attraversata la Foresta di Fangorn, il fiume giunge alla brughiera di Rohan, e poi volge a sud, segnando il confine tra Ovestemnet ed Estemnet, e tra quest'ultimo e l'Estfalda. Circa alla latitudine di Edoras, 12 leghe ad est della città, si congiunge al fiume Acquaneve, e poi volge ad est verso l'Anduin, a cui si unisce proprio a sud delle Cascate di Rauros nel grande delta conosciuto come Foci dell'Entalluvio. L'afflusso dell'acqua è così grande che all'altra estremità dell'Anduin si svilupparono le vaste paludi del Nindalf[4]. A 50 miglia a nord-est di Edoras, l'Entguado permette ai viaggiatori di attraversare le acque dell'Entalluvio.
- L'Erui è un fiume di Gondor. Nasce vicino al Monte Mindolluin nei Monti Bianchi, e scorre a sud, attraverso la provincia di Lossarnach, dove incontra l'Anduin circa 100 miglia númenóreane a sud di Minas Tirith. La battaglia dei guadi dell'Erui si combatte ai guadi di questo fiume, che sono sulla via per Pelargir.
- L'Esgalduin è il principale corso d'acqua del Doriath. Parola sindarin per "fiume incantato", l'Esgalduin nasce dalla confluenza di due fiumi senza nome nelle montagne degli Ered Gorgoroth: uno fluisce lungo il confine tra il Dor Dínen e il Nan Dungortheb, mentre l'altro corre per circa 20 miglia dalle montagne fin nel Nan Dungortheb, e poi continua a sud-est, fino a confluire nel primo. L'Esgalduin scorre dalle colline del Dorthonion attraverso il Doriath passando per le caverne del Menegroth, per poi unirsi al Sirion.

## G
- Il Gelion è il fiume principale del Beleriand Orientale. Le sue due sorgenti provengono dalle Colline di Himring, il Piccolo Gelion, e dagli Ered Luin, il Grande Gelion. Andando a sud, il fiume divide l'Estolad, a ovest, dal Thargelion, ad est, e successivamente è attraversato dall'antica via dei Nani a Sarn Athrad ("guado di pietre"). Quindi passa nell'Ossiriand, la Terra dei Sette Fiumi, dove ad esso si uniscono l'Ascar, il Thalos, il Legolin, il Brilthor, il Duilwen e l'Adurant, tutti nati dagli Ered Luin. Il Gelion, quindi, passa dalla Taur-im-Duinath ("foresta tra i fiumi"), e sfocia nel grande mare Belegaer. Nell'ultima parte della sua vita, Tolkien apparentemente decise di cambiate il nome "Gelion", poiché non si atteneva al modello della lingua sindarin. I possibili nomi sostituivi che egli annotò furono Gelduin, Gevilon, Gevelon, Duin Daer o Duin Dhaer[5].
- Il Ginglith è un affluente del Narog. Ha le sue sorgenti nelle foreste del Núath, sotto i vicini Ered Wethrin, nella parte settentrionale del Beleriand Orientale. Dopo essere passato dalle terre del Tumhalad, incontra il Narog circa 50 miglia númenóreane a nord del Nargothrond.
- Il Glithui è un affluente settentrionale del Teiglin.

## F
- Il Fiume Fossato o Corrente della Voragine è un fiume di Rohan. Nascendo dagli Ered Nimrais, scorre fuori dalle Caverne Scintillanti, passa il Trombatorrione, incanalato in un acquedotto, e dopo attraversa il Vallone della Voragine fino alla Diga di Helm.
- Il Fiume della Foresta o Fiume Selva (chiamato anche Taurduin) è un grande fiume che scorre nel nord del Bosco Atro. Nasce sugli Ered Mithrin, scorrendo poi a sud-est, attraversando la foresta per la maggior parte del suo corso. Vicino alle caverne di Thranduil si unisce al Fiume Incantato, e da qui continua verso est fino a sfociare nel Lago Lungo. Ne Lo Hobbit questo fiume permette a Bilbo e alla sua compagnia di lasciarsi alle spalle il re degli elfi Thranduil.
- Il Forland è un fiume che corre nel Forlindon. Esso nasce dagli Ered Luin e sfocia nel golfo formato dalla foce del Lhûn.

## G
- Il Gilrain è un fiume di Gondor]. Ha origine da due fiumi dei Monti Bianchi, e scorre a sud, incontrando il Sernui.
- Il Glanduin è un fiume dell'Eriador. È una delle sorgenti del fiume Gwathló. Il nome significa "fiume confinario", e fu nominato così nella Seconda Era, a indicare il confine meridionale dell'Eregion, oltre il quale si trovavano le popolazioni ostili dei dunlandiani. Nascendo sulle Montagne Nebbiose, poco più a sud di Moria, il Glanduin scorreva ad ovest, poi a nord, e nuovamente ad ovest, incontrando il Sirannon vicino all'antica Ost-in-Edhil. Più avanti si congiunge al Mitheithel in prossimità dell'acquitrino Agilcigno; da questo punto entrambi i fiumi prendono il nome di Gwathló.
- Il Greylin è uno dei due fiumi, assieme al Langwell che compongono le sorgenti dell'Anduin.

## H
- L'Harnen è un fiume di Gondor. Nella tarda Terza Era costituisce il confine sud della contestata terra di Harondor, o Gondor Meridionale, e anche il limite dell'influenza dei dunedain al sud. Oltre l'Harnen cominciano le terre del Vicino Harad. Lungo circa 600 miglia númenóreane, nasce negli Ephel Dúath di Mordor e scorre a sud-ovest per circa 350 miglia, curvando poi improvvisamente ad ovest e correndo verso il Belegaer, nel quale sfocia con un ampio delta. La Grande Via Sud attraversa l'Harnen poco dopo la sua svolta ad ovest.

## I
- Il Fiume Incantato (o Gûlduin) è un fiume del Bosco Atro. È un fiume nero, le cui acque turbinose e scure sono poste sotto un incantesimo, dando sonnolenza a chi si abbevera o si avvicina. Ha la sorgente sui Monti del Bosco Atro, e incontra il Fiume della Foresta poco lontano dalle Caverne di Thranduil. Ne Lo Hobbit questo fiume costituisce un ostacolo alla spedizione di Thorin Scudodiquercia.
- Inondagrigio (o Gwathló) è un fiume che attraversa l'estremo sud dell'Eriador. È formato dalla confluenza del Mitheithel proveniente dagli Erenbrulli, con il Glanduin. Costituiva anticamente il confine occidentale del reame di Gondor.
- Il Fiume Iridato (o Fiume Gaggiolo, nome utilizzato in passate edizioni del Signore degli Anelli) è un fiume del Rhovanion. Chiamato Sîr Ninglor ("fiume acquadoro", dove il termine "acquadoro" indica il giglio d'acqua) dagli elfi, l'Iridato è un breve ma importante fiume della valle dell'Anduin. Nasce dalla congiunzione, sugli Hithaeglir, di due ruscelli senza nome, e scorre in direzione est, fino al Grande Fiume dove sfocia dopo aver formato, nei suoi pressi, una serie di paludi chiamate Campi Iridati. Dopo la vittoria dell'Ultima Alleanza di Uomini ed Elfi, Isildur, erede di Elendil e portatore dell'Unico Anello, viene assalito dagli orchi nei pressi dei Campi Iridati, e l'Unico si perde, cadendo sul fondo dell'Iridato, dal quale viene ritrovato molti anni più tardi, nella Terza Era, da Sméagol.
- L'Isen e un fiume dell'Eriador meridionale. Nasce all'estremità meridionali delle Montagne Nebbiose, scorre inizialmente verso sud, attraversando la fortezza di Isengard e in corrispondenza della Breccia di Rohan, lo stretto lembo di pianura che separa le Montagne Nebbiose dagli Ered Nimrais, piega decisamente verso ovest, fino a sfociare nel Grande Mare. Il fiume Adorn è un suo importante tributario. L'Isen presenta due punti di attraversamento principali: un ponte vicino alla fortezza di Isengard e i guadi dell'Isen, un passaggio in corrispondenza della Breccia di Rohan dove il letto del fiume è più basso e ghiaioso e vi è un isolotto nel mezzo, dove transita la Grande Via Est. Nel corso della Terza Era l'Isen costituisce il confine naturale della parte occidentale del reame di Rohan; il territorio compreso tra il fiume, l'Adorn e le Montagne Nebbiose è però un territorio conteso tra i rohirrim e i dunlandiani. Data l'importanza strategica del luogo, i guadi dell'Isen sono teatro di due battaglie fra i cavalieri di Rohan e le armate di orchi di Saruman, che si concludono con una pesante sconfitta per i rohirrim e con la morte di Théodred, figlio ed erede del re di Rohan Théoden[6].

## L
- Il Langwell è un fiume del Rhovanion. Assieme al Greylin è uno dei due fiumi che formano l'Anduin. Sulla sua riva settentrionale viene costruita la città di Framsburg, capitale degli Éothéod.
- Il Lefnui è un fiume di Gondor. Nasce in una delle valli a sud-ovest del picco dello Starkhorn, nei Monti Bianchi, e scorre a sud-est, parallelamente alle montagne, sfociando nella Baia di Belfalas, vicino al capo di Andrast.
- Il Legolin è un affluente del Gelion. Partendo da nord, è il terzo dei sette fiumi che attraversano l'Ossiriand nella Prima Era.
- Il Lhûn (o Lune) è un fiume dell'Eriador settentrionale. Sfocia nel Belegaer attraverso il Golfo di Lhûn, che taglia in due la linea degli Ered Luin. Possiede tre affluenti dai nomi sconosciuti: due di essi nascono dagli Ered Luin, e uno ha la sua sorgente sui Colli di Vesproscuro, a nord dell'antica capitale di Arnor, Annúminas. Nella Prima Era aveva un corso differente, e sconosciuto.
- Il Limterso è un fiume che nasce sulle Montagne Nebbiose orientali, dall'unione di due piccoli fiumi, che hanno le sorgenti nei pressi della dimora di Barbalbero, e scorre attraverso la Foresta di Fangorn, a nord, per poi sfociare nell'Anduin. È il confine meridionale del Campo di Celebrant, e viene rivendicato da Celeborn e Galadriel di Lórien come confine a sud del loro reame. È anche lo storico confine settentrionale del Regno di Gondor prima e, successivamente, di Rohan.

## M
- Il Malduin è un affluente settentrionale del Teiglin.
- Il Rivo Mering è un fiume di confine tra Rohan e Gondor. Detto anche "Rivo Confinario" (o Glanhír in sindarin), il Rivo Mering delimita il confine tra la regione gondoriana dell'Anórien e quella di Rohan dell'Estfalda. Il fiume nasce sugli Ered Nimrais e scorre attraverso il Bosco Fírien, che cresce alle pendici della montagna di Halifirien. Sfocia poco più a nord, gettandosi nell'Entalluvio. Gandalf lo oltrepassa con Ombromanto e Pipino quando deve raggiungere Minas Tirith da Rohan.
- Il Mindeb è un affluente settentrionale del Sirion. Nasce negli Ered Gorgoroth, vicino al Passo di Anarch, e vi affluisce un fiume senza nome, proveniente dai Crissaegrim. Costituisce il confine tra il Dimbar e il Nan Durgotheb, e tra la regione occidentale della foresta di Neldoreth, nel Doriath, e fa parte della Cintura di Melian[7].
- Il Mitheithel o Fiume Grigio è uno dei più importanti fiumi dell'Eriador. La sua sorgente si trova negli Hithaeglir settentrionali; da qui costeggia gli Erenbrulli, facendo una piega a sud una volta superati; dopo incontra il Bruinen da nord. Da questo punto il Mitheithel forma il confine settentrionale dell'Eregion, finché non incontra il Glanduin ad Agilcigno, divenendo l'Inondagrigio. È attraversato dalla Grande Via Est all'altezza dell'Ultimo Ponte. Sulle sue rive, nella Seconda Era, sorge la città fortificata di Cameth Brin, capitale del regno di Rhudaur.
- Il Morgulduin (dalle parole sindarin morgul, "negromanzia, stregoneria" e duin, "fiume") è un fiume di Gondor che nasce su Cirith Ungol. Superata la Imlad Morgul, lambisce Minas Morgul, per poi raggiungere l'Anduin attraverso la Valle degli Spettri. È attraversato da due vie principali: un'antica strada númenóreana che collega Osgiliath alla città negli Ephel Dúath, e la Via di Harad; quest'ultima lo varca per mezzo di un ponte.
- Il Morthond è un fiume di Gondor. Sgorga dal lato meridionale del Dwimorberg, sui Monti Bianchi, e scorre accanto all'antica fortezza sul monte Erech e alle Verdi Colline dei Pinnath Gelin. Dopo aver ricevuto le acque del suo tributario, il Calenhir, sfocia nel mare a Edhellond, unendosi nel suo ultimo tratto al Ringló. Ne Il signore degli Anelli Aragorn e i suoi escono dal Sentiero dei Morti nella valle del Morthond, e seguono il fiume fino a Gondor.

## N
- Il Narog è il fiume più importante del Beleriand Occidentale. Nasce dalle Eithel Ivrin, nell'Ered Wethrin, scorre a sud e poi a sud-est, formando, all'altezza delle colline dell'Andram, una serie di rapide e gorghi, ed incontrando infine il Sirion nella Terra dei Salici, Nan-tathren, non molto lontano dalle Bocche del Sirion. Gli affluenti del Narog sono il Ginglith al nord, e il Ringwil nella regione delle Taur-en-Faroth. Sulla sua riva occidentale, appena più a sud della confluenza col Ringwil, viene eretta la città di Nargothrond, roccaforte di Finrod Felagund.
- Il Nenning è un fiume della regione delle Falas. Le sue sorgenti si trovano sulle colline a nord-ovest del Beleriand Occidentale, sotto gli Ered Wethrin, vicino ai Boschi del Núath. Scorre poi fino alla baia di Eglarest, dove si immette nel Belegaer.
- Il Nimrodel è un fiume di Lórien. Dal corso breve, sorge dalle Montagne Nebbiose, a sud del Celebdil, e confluisce nel Celebrant, al confine occidentale di Lórien. Sul Nimrodel gli elfi silvani composero molte canzoni in ricordo degli arcobaleni creati dalle sue cascate e dei fiori dorati che galleggiavano sulle sue acque. Al passaggio della Compagnia dell'Anello il suo splendore è ormai decaduto, le acque chiare sono divenute scure e il ponte che collegava le due sponde è crollato. Rimangono però le proprietà magiche delle sue acque che guariscono chi le tocca.

## P
- Il Poros è un fiume del Gondor meridionale. Costituisce il confine settentrionale della contestata terra di Harondor (o Gondor Meridionale), e il confine meridionale della regione dell'Ithilien e, durante la tarda Terza Era, del Regno di Gondor. Lungo circa 400 miglia númenóreane, nasce sugli Ephel Dúath, ai confini di Mordor, e scorre a sud-ovest per 300 miglia, quando piega verso nord-est, incontrando l'Anduin appena prima delle sue foci. Il Poros è attraversato dalla Via di Harad ai guadi del Poros, nelle vicinanze dei quali si innalza l'Haudh in Gwanûr, il Tumulo dei Gemelli; qui infatti vengono seppelliti dagli uomini di Rohan Fastred e Folcred, due gemelli rohirrim che aiutano Gondor nella battaglia contro gli Haradrim del 2885 della Terza Era.

## R
- Il Rhimdath o Corsagiù è uno dei primi tributari del fiume Anduin.
- Il Ringló è un fiume di Gondor. Nasce da due piccoli torrenti senza nome sui Monti Bianchi. Dopo aver passato la città gondoriana di Ethring, passa a nord di Tarnost, all'altezza del quale si incontra col suo affluente, il Ciril, e raggiunge il mare a Edhellond, vicino a Porto Cobas, oltre Dol Amroth, unendosi col Morthond e creando un unico corso d'acqua.
- Il Ringwil è un affluente del Narog. Nasce sulle colline attorno a Nargothrond, e scorre a nord della città nascosta. Nel luogo in cui incontra il Narog viene costruita una porta segreta, che viene usata da Lúthien per scappare da Nargothrond quando Celedorn e Curufin la tengono prigioniera.
- Il Rivil è un affluente del Sirion. Nasce nel Dorthonion, e quindi fluisce a nord-ovest, fino a che non si immette nel Sirion all'altezza delle Paludi di Serech. Alle sorgenti del Rivil c'è il campo degli orchi che uccidono Barahir, padre di Beren. Dopo la Nírnaeth Arnoediad, Húrin e Huor attraversano questo fiume proprio nelle Paludi di Serech durante la loro ritirata.

## S
- Sarn Gebir ("punte di pietra" in sindarin) sono rapide del fiume Anduin. Compaiono quando il corso del fiume passa tra gli Emyn Muil, appena prima delle Cascate di Rauros.
- Il Serni è un fiume di Gondor. Sgorga dalle pianure del Lebennin, e sfocia nella Baia di Belfalas a nord di Ethir Anduin, attraversando la città di Linhir.
- Il Sinuosalice è un fiume della Vecchia Foresta. Affluente minore del fiume Brandivino, nasce nelle Tumulilande e sulle sue rive sorge la casa di Tom Bombadil, nella parte sud-orientale della Vecchia Foresta. Il nome gli deriva dal fatto che le sue rive sono costeggiate da molti alberi di salice, e le sue acque rappresentano un grande rischio per gli incauti viaggiatori, attirandoli con una falsa sembianza di tranquillità, ma nascondendo grandi pericoli.
- Il Sirannon o Rivo del Cancello è un fiume dell'Eriador che scorre nei pressi dell'ingresso occidentale di Moria. Nasce sull'Argentacuspide e continua poi il suo corso passando i cancelli di Moria verso Ost-in-Edhil, l'antica capitale dei Noldor dell'Eregion; nei pressi della città incontra il fiume Glanduin. Il Sirannon crea delle cascate sotto i cancelli di Moria, e il loro suono può essere udito per miglia, nei dintorni. Ne Il signore degli Anelli la Compagnia dell'Anello si accorge che il corso del Sirannon era stato bloccato da una diga, e davanti ai cancelli di Moria adesso si trova un oscuro lago. In queste acque dimora l'Osservatore nell'acqua, che quasi cattura il Frodo Baggins.
- Il Sirion è il principale corso d'acqua del Beleriand durante la Prima Era. Nasce sul lato est degli Ered Wethrin, poi scorre a sud attraverso la stretta valle tra gli Ered Wethrin e gli Echoriath. In questa valle c'è un'isola nel fiume chiamata Tol Sirion; qui Finrod Felagund costruisce la prima Minas Tirith. Il Sirion continua verso sud nel Beleriand, lasciandosi la Foresta di Brethil ad ovest, e il Dimbar ed il Doriath ad est. Poi riceve le acque del Teiglin, che scorre ad ovest, e continua verso sud, insieme all'affluente Esgalduin, che passava per Menegroth, e poi prosegue verso sud-est. Il fiume Celon sfocia nel Sirion in un'area chiamata Paludi di Sirion. Dopo le paludi il fiume forma le Cascate di Sirion, dove scompare nella roccia e scorre nel Tunnel di Sirion per nove miglia, riemergendo sotto gli Andram ("lunga muraglia") da tre Porte di Sirion. Il fiume continua poi verso sud, incontrando il fiume Narog alla Nan-Tathren ("Valle del Salice") prima di sfociare nella Baia di Balar alle Bocche di Sirion.
- Il Sirith è un fiume di Gondor. Incontra l'Anduin a Pelargir.

## T
- Il Teiglin è un affluente del Sirion. Nasce a sud, nelle vicinanze degli Ered Wethrin, dirigendosi a sud-est e ricevendo le acque del Glithui e del Malduin, per poi passare, lungo il confine meridionale della Foresta di Brethil, attraverso una gola chiamata Cabed-en-Aras, dove si unisce al Celebros. Il Teiglin quindi corre ad est, fino ad incontrare il Sirion, dove confluisce, all'altezza dei confini del Doriath. Un importante passaggio del fiume sono i Guadi del Teiglin, vicino ai confini orientali del Brethil. Una via passa attraverso questo guado per congiungere Nargothrond a Minas Tirith. Le sue rive vicino Celebros fanno da scenario per un combattimento tra Túrin Turambar e il drago Glaurung. Nel Silmarillion e nei primi scritti, il fiume veniva chiamato Teiglin. Nella The History of Middle-earth, però, si dice che il nome del fiume avrebbe dovuto essere Taeglin. Questo fu un cambiamento relativamente tardo, negli scritti di Tolkien, che non fu però preso in considerazione da Christopher per la pubblicazione de Il Silmarillion.
- Il Thalos è un affluente del Gelion. Partendo da nord, è il secondo dei sette fiumi che attraversano l'Ossiriand. Sgorga dagli Ered Luin, e alle sue sorgenti Finrod incontra i primi uomini.